# Zametopina calceata
Zametopina calceata är en spindelart som beskrevs av Simon 1909. Zametopina calceata ingår i släktet Zametopina och familjen krabbspindlar.
Artens utbredningsområde är Vietnam. Inga underarter finns listade i Catalogue of Life.